# Demokratyczna Partia Kazachstanu „Ak Żoł”

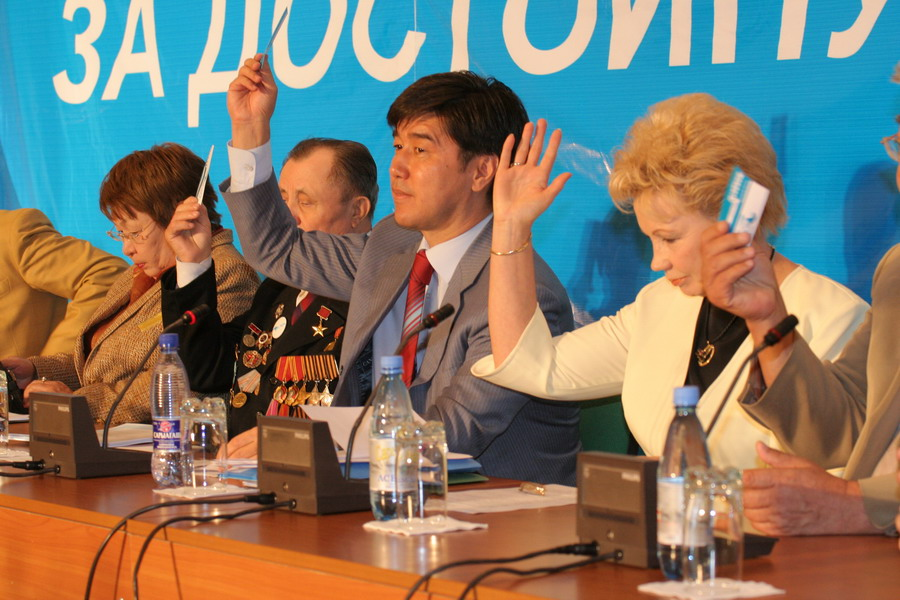
Zjazd Demokratycznej Partii Kazachstanu Ak Żoł. (2005)

Demokratyczna Partia Kazachstanu Ak Żoł (kaz. Қазақстанның Демократиялық Партиясы «АҚ ЖОЛ»; ros. Демократическая партия Казахстана «Ак жол», także: Demokratyczna Partia Kazachstanu Świetlista Droga) – kazachska partia polityczna z siedzibą w Astanie. Została założona w 2002 roku na skutek rozłamu w partii Demokratyczny Wybór Kazachstanu. Jest partią centrową, liberalną, skierowaną ku gospodarce wolnorynkowej. Obecnym liderem jest Azat Peruaszew.

## Wyniki w wyborach do parlamentu
| Rok  | Liczba miejsc | Liczba głosów | Wynik procentowy | Pozycja                  |
| ---- | ------------- | ------------- | ---------------- | ------------------------ |
| 2004 | 1/77          | 572.672       | 12,00%           | Opozycja                 |
| 2007 | 0/107         | 183.346       | 3,10%            | Poniżej progu wyborczego |
| 2012 | 8/107         | 518.405       | 7,47%            | Opozycja                 |
| 2016 | 7/107         | 540.406       | 7,18%            | Opozycja                 |

## Wyniki w wyborach prezydenckich
| Rok  | Kandydat         | Liczba głosów | Wynik procentowy | Rezultat  |
| ---- | ---------------- | ------------- | ---------------- | --------- |
| 2005 | Alichan Bajmenow | 108.730       | 1,61%            | Przegrana |